# Mengensteuer
Eine Mengensteuer, auch Stücksteuer oder spezifische Steuer, ist eine Steuer, die pro ge- oder verkaufter Mengeneinheit erhoben wird, d. h., dass für jede gehandelte Mengeneinheit eines Gutes ein bestimmter Betrag an die Finanzbehörde zu zahlen ist. Mengensteuern knüpfen an Bemessungsgrundlagen wie Stück, Liter oder Kilogramm an und es sind Steuersätze von Währungseinheiten pro Mengeneinheit vorgesehen. Mengensteuern sind in der Regel Steuern auf den Verbrauch (→ Verbrauchsteuer) und Aufwand (→ Aufwandsteuer).
Eine Mengensteuer von {\displaystyle t} Euro wird also pro Mengeneinheit auf den Produzentenpreis {\displaystyle p} aufgeschlagen. Wenn sie vollständig auf die Konsumenten überwälzt wird, ergibt sich pro Mengeneinheit ein Konsumentenpreis von {\displaystyle q=p+t}. 
Nach der geläufigen Terminologie unterscheidet man Mengensteuern (Englisch: unit taxes, quantity taxes) und Wertsteuern (ad valorem-Steuern; Englisch: value taxes).
Umweltsteuern werden oft als Mengensteuern ausgestaltet: Mit Umweltsteuern sollen schädliche Nebeneffekte (→ externe Effekte) des Güterverbrauchs im Preis abgebildet werden. Weil die externen Effekte in der Regel von der eingesetzten bzw. konsumierten Menge eines Gutes abhängen, ist es sinnvoll, die Steuer an der Güter- oder Emissionsmenge zu bemessen. Mengensteuern haben den Nachteil, dass sie nicht mit der inflationsbedingten Rate der Geldgrößen mitwachsen wie es bei den Wertsteuern der Fall ist. Um die Inflationsrate auszugleichen, sind also Steuererhöhungen notwendig, die von der Politik schwer zu vermitteln sind.

## Beispiel
Es bezeichne {\displaystyle p} den Nettopreis, {\displaystyle Q} die gehandelte Menge, {\displaystyle t} den Mengensteuersatz sowie {\displaystyle \mu } den Wertsteuersatz; dann gilt
- für das Steueraufkommen durch eine Wertsteuer: {\displaystyle {\mathit {TW}}=\mu \cdot p\cdot Q};
- für das Steueraufkommen durch eine Mengensteuer hingegen: {\displaystyle {\mathit {TM}}=t\cdot Q}

Steigt {\displaystyle p}, z. B. durch Inflation, so steigt auch {\displaystyle {\mathit {TW}}} im gleichen Verhältnis; {\displaystyle {\mathit {TM}}} hingegen bleibt unverändert. Zur Inflationsanpassung müsste folglich {\displaystyle t} erhöht werden, d. h. eine Steuererhöhung vorgenommen werden.